# Papežská římská archeologická akademie
Papežská římská archeologická akademie (italsky Pontificia Accademia Romana di Archeologia) je jednou z papežských akademií, jejichž provoz je řízen Svatým stolcem. Účelem akademie je podpora studia archeologie a dějin starověkého a středověkého umění se zvláštním zřetelem k církevním památkám.
Akademie sídlí v Římě, na Via della Conciliazione, tedy již mimo vlastní území Vatikánu.

## Historie
Papežská archeologická akademie navazuje na starší Akademii římských starožitností (Accademia delle Romane Antichità), kterou založil Benedikt XIV. již v roce 1740, tedy v době, kdy se teprve probouzel zájem o vědecké studium archeologických pozůstatků. Po smrti Benedikta XIV. v roce 1758 však akademie svou činnost ukončila. Obnovena byla již jako Římská archeologická akademie roku 1810, během francouzské okupace Říma, a to z iniciativy lyonského filozofa a politika, barona Josepha-Marie de Gérando. Hlavním zájmem bylo odhalování reliktů z počátků křesťanství. Akademii v roce 1810 oficiálně uznal i papež Pius VII. a instituce se brzy stala mezinárodně uznávaným centrem archeologie. Mezi její členy a přispěvatele patřili Carlo Fea, Antonio Nibby nebo Barthold Georg Niebuhr.
Papež Pius VIII. roku 1829 udělil akademii titul „papežská“.
V červenci 2010 oslavila akademie 200 let od svého založení.

### Sídlo
Prvním sídlem akademiků byl Palazzo Corsini, později Kapitol, Palazzo di Sant'Apollinare a Palazzo Pio al Teatro di Pompeo a Archiginnasio. Po roce 1870, kdy došlo při sjednocení Itálie k zániku Papežského státu se akademie scházela nejprve v Palazzo di Propaganda Fide a poté v Palazzo Sinibaldi. V roce 1943 papež Pius XII. vyčlenil pro akademiky prostor v Palazzo della Cancelleria, kde se scházeli až do roku 2008. Poté se akademie přesunula do současného sídla na Via della Conciliazione.

## Činnost
Hlavním zájmovým oborem akademiků je klasická (tj. antická) archeologie, výzkumy však často přesahují i do období pravěku nebo renesance.
Akademie se věnuje především publikaci vědeckých prací svých členů, ale i terénním průzkumům a archeologickým odkryvům. Pracuje pod vedením Papežské komise pro posvátnou archeologii, ale dne 5. června 2022, kdy vstoupila v platnost konstituce papeže Františka Praedicate evangelium, převzalo zodopvědnost za činnost akademie Dikasterium pro kulturu a vzdělávání.
Patronem akademie je kardinál státní sekretář.
Současný znak akademie se používá od roku 1813, kdy vznikly první stanovy této instituce. Je na něm vyobrazen antický Chrám Herkula Vítězného (dříve přisuzovaný bohyni Vestě), první z památek, kterou akademie prozkoumala a zpřístupnila. Nad kresbou chrámu je umístěno heslo „In apricum proferet“ (vynášet na slunce).
Každé tři roky akademie vyhlašuje soutěž o grant pro mladé vědce, který jim umožní dokončit a připravit k tisku vědeckou práci na téma archeologie nebo dějiny starověkého a středověkého umění, zejména se zaměřením na archeologické a umělecké památky, patřící Svatému stolci.

### Publikace
V letech 1823 - 1921 vycházely vědecké práce akademiků ve sborníku Dissertazioni della Pontificia Accademia Romana di Archeologia. Současné publikace se pod hlavičkou Atti della Pontificia Accademia Romana di Archeologia dělí do tří řad:
- Rendiconti – pravidelně každoročně vydávaný sborník, obsahující zápisy ze schůzí a úplné texty přednášek (od 1923)[12]
- Memorie in 4° – nepravidelně vydávaný sborník, obsahující obsáhlejší odborné studie členů akademie (od 1923)[1]
- Memorie in 8° – nepravidelně vydávaný sborník, určený pro monografické práce menšího rozsahu (od 1975)[12]

## Členové akademie
Podle stanov z roku 1996 má akademie 140 členů, z toho 40 řádných, 20 čestných a 80 korespondentů.
V čele akademie stojí prezident, kterého podle návrhu akademiků jmenuje papež na pětileté funknčí období. Prezidentovi v řízení instituce asistuje akademická rada, složená z devíti členů, volených rovněž na dobu pěti let (minulý prezident, viceprezident, tajemník, pokladník, redaktor tisků, knihovník-archivář a tři cenzoři). Prezident je členem Koordinační rady Papežských akademií. Čestným prezidentem akademie je papež.
Řádným členem se může stát archeolog nebo historik umění s dostatečnou odbornou kvalifikací, který bydlí nebo často pobývá v Římě. Pokud nemá bydliště v Římě, může se stát členem korespondenčním. Členové jsou vybíráni bez ohledu na rasu, národnost či náboženské vyznání, ale s ohledem na jejich morální postoje, respektující křesťanské hodnoty.
Čestnými členy se mohou stát významné osobnosti z oblasti kultury a památkové péče nebo osoby, které se zásadně zasloužily o rozvoj akademie či památek Svatého stolce. Mohou se účastnit akademických zasedání, ale nemají hlasovací právo.
Akademie se schází nejméně jednou měsíčně, v období od listopadu do června, na veřejných zasedáních, během nichž bývají uvedeny nejméně dvě odborné přednášky. Oficiálními jazyky jsou italština a latina. Každý člen je povinen na zasedáních předkládat odborné příspěvky.

### Seznam prezidentů
- Joseph-Marie de Gérando (1810)

- Antonio Canova (1811–1817)
- Nicola Maria Nicolai (1817–1832)
- Luigi Biondi (1832–1839)
- Pietro Odescalchi (1839–1846)
- Marco Antonio Borghese (1846–1847)
- Pietro Odescalchi (1851–1856)
- Gian Pietro Campana (1856–1857)
- Salvatore Betti (1857–1870)
- Giovanni Battista de Rossi (1871–1894)
- Giuseppe Cozza-Luzi (1894–1900)
- Giuseppe Gatti (1900–1914)
- Bartolomeo Nogara (1914–1921)
- Pio Franchi de' Cavalieri (1921–1925)
- Giovanni Mercati (1925–1927)
- Pio Franchi de' Cavalieri (1927–1930)
- Gaetano De Sanctis (1930–1957)
- Pietro Romanelli (1957–1966)
- Antonio Maria Colini (1966–1974)
- Carlo Pietrangeli (1974–1983)
- Silvio Accame (1983–1991)
- Carlo Pietrangeli (1991–1995)
- Victor Saxer (1995–2003)
- Letizia Pani Ermini (2003–2011)
- Marco Buonocore (2011–2021)
- Maurizio Sannibale (od 2021)[15]